# Roland Martin (jurist)
Anders Roland Martin, född den 24 juli 1793 i Stockholm, död den 7 augusti 1842 på Särö, var en svensk jurist. Han var sonson till professor Roland Martin och far till advokaten Roland Martin.
Martin var inskriven som student vid Uppsala universitet utan att avlägga examen. Han  blev auskultant i Svea hovrätt 1808, extra ordinarie notarie 1809 och extra ordinarie kanslist i justitiefördelningen av Kunglig Majestäts kansli samma år. Martin blev antagen av borgarståndet till biträde vid kansligörömålen vid urtima riksdagen i Örebro 1810. Han var kanslist vid riksmötet där 1812. Martin var vice auditör vid Västmanlands regemente under fälttåget i Tyskland 1813. Han blev vice notarie i hovrätten 1814, kanslist där 1816, extra ordinarie fiskal 1817, ordinarie fiskal 1819 och adjungerad ledamot första gången 1820. Martin var kanslist i Allmänna brandförsäkringsverket 1820–1829 och erhöll Kunglig Majestäts brev på advokatfiskals namn, heder och värdighet samt tur och befordringsrätt 1823. Han blev assessor i hovrätten 1824, konstituerad revisionssekreterare 1826, hovrättsråd 1832 och ordinarie revisionssekreterare 1835. Martin var tillförordnad justitiekansler någon tid sistnämnda år och tillförordnad generalauditör 1836.